# Herbert-Award 2013
Die fünfte Verleihung des Herbert-Award fand am 21. Oktober 2013 im Hamburger Grand Elysée Hotel statt. Es wurden Preise in neun Kategorien verteilt, außerdem wurde eine Auszeichnung für das Lebenswerk vergeben. Insgesamt standen 282 Kandidaten zur Wahl.

## Preisträger

### Beste Sportfachzeitschrift
| Platz | Zeitschrift         | Punkte |
| ----- | ------------------- | ------ |
| 1.    | Kicker-Sportmagazin | 3464   |
| 2.    | Sport Bild          | 3198   |
| 3.    | 11 Freunde          | 1744   |
| 4.    | Tischtennis         | 1594   |
| 5.    | Volleyball-Magazin  | 0548   |

### Bester Sportteil in einer Tageszeitung
| Platz | Zeitung                        | Punkte |
| ----- | ------------------------------ | ------ |
| 1.    | Bild                           | 3998   |
| 2.    | Frankfurter Allgemeine Zeitung | 1961   |
| 3.    | Abendzeitung                   | 1807   |
| 4.    | Die Welt                       | 1653   |
| 5.    | Stuttgarter Nachrichten        | 1424   |

### Bester Sportauftritt Wochenzeitung/Magazin
| Platz | Zeitung/Zeitschrift | Punkte |
| ----- | ------------------- | ------ |
| 1.    | Bild am Sonntag     | 4176   |
| 2.    | Der Spiegel         | 3878   |
| 3.    | Stern               | 1978   |
| 4.    | Fit for Fun         | 1832   |
| 5.    | Welt am Sonntag     | 1686   |

### Bester Sportinternetauftritt
| Platz | Website       | Punkte |
| ----- | ------------- | ------ |
| 1.    | sport1.de     | 2488   |
| 2.    | kicker.de     | 2142   |
| 3.    | spox.com      | 1974   |
| 4.    | sportschau.de | 1805   |
| 5.    | 11freunde.de  | 1459   |

### Beste Sportsendung
| Platz | Sendung                        | Punkte |
| ----- | ------------------------------ | ------ |
| 1.    | Bundesligakonferenz (Sky)      | 3632   |
| 2.    | das aktuelle sportstudio (ZDF) | 2869   |
| 3.    | Blickpunkt Sport (BR)          | 2727   |
| 4.    | Smart Beach Tour (Sky)         | 2585   |
| 5.    | Sportschau am Samstag (ARD)    | 1821   |

### Beste(r) Sportexperte/-expertin
| Platz | Person                      | Punkte |
| ----- | --------------------------- | ------ |
| 1.    | Mehmet Scholl (ARD)         | 3089   |
| 2.    | Oliver Kahn (ZDF)           | 2600   |
| 3.    | Franziska van Almsick (ARD) | 2567   |
| 4.    | Stefan Kretzschmar (Sport1) | 2461   |
| 5.    | Nia Künzer (ARD)            | 2256   |

### Beste(r) Sportmoderator(in)
| Platz | Person                    | Punkte |
| ----- | ------------------------- | ------ |
| 1.    | Reinhold Beckmann (ARD)   | 3917   |
| 2.    | Frank Buschmann (Sat.1)   | 3555   |
| 3.    | Anett Sattler (Sport1)    | 2615   |
| 4.    | Norbert König (ZDF)       | 2609   |
| 5.    | Matthias Opdenhövel (ARD) | 2279   |

### Beste(r) Sportkommentator(in)
| Platz | Person                     | Punkte |
| ----- | -------------------------- | ------ |
| 1.    | Frank Buschmann (Sat.1)    | 5965   |
| 2.    | Tom Bartels (ARD)          | 3142   |
| 3.    | Wolff-Christoph Fuss (Sky) | 2985   |
| 4.    | Béla Réthy (ZDF)           | 1933   |
| 5.    | Sigi Heinrich (Eurosport)  | 0901   |

### Beste(r) Newcomer(in)
| Platz | Person                  | Punkte |
| ----- | ----------------------- | ------ |
| 1.    | Jochen Breyer (ZDF)     | 4557   |
| 2.    | Laura Wontorra (Sport1) | 3575   |
| 3.    | Ben Wozny (ARD)         | 3109   |
| 4.    | Britta Hoffmann (Sky)   | 2127   |

### Herbert-Award für das Lebenswerk
Der Herbert-Award für das Lebenswerk 2013 wurde Harald Stenger verliehen.